# 줄리언 슈나벨
줄리언 슈나벨(Julian Schnabel, 1951년 10월 26일 ~ )은 미국의 화가, 영화 감독이다.

## 작품 목록

### 연출
- 바스키아 (1996)
- 비포 나잇 폴스 (2000)
- 잠수종과 나비 (2007)
- 루 리드의 베를린 (2007)
- 미랄 (2010)
- 고흐, 영원의 문에서 (2018)
- 단테의 손 (미정)